# Julio Lozano Díaz

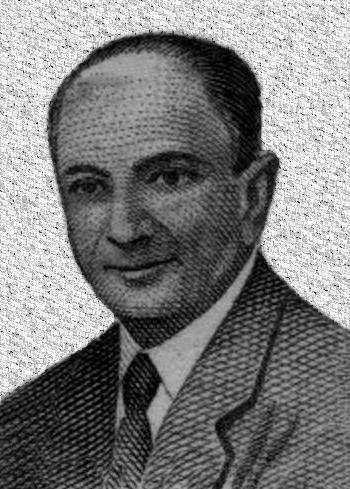
Julio Lozano Díaz

Julio Lozano Díaz (Tegucigalpa 27 maart 1885 - Miami 20 augustus 1957), was een Hondurees politicus. Van 5 december 1954 tot 21 oktober 1956 was hij staatshoofd van Honduras.

## Biografie
Julio Lozano Díaz werd op 27 maart 1885 in Tegucigalpa, de hoofdstad van Honduras, geboren. Hij volgde een opleiding tot boekhouder en werkte voor een mijnbouwonderneming. Later was hij manager van een mijnbouwonderneming.
Julio Lozano Díaz, een lid van de Nationale Partij van Honduras (Partido Nacional de Honduras), werd in het Nationaal Congres (Congreso Nacional) gekozen en werd in 1933 vicevoorzitter van het Hondurese parlement. Gedurende de dictatuur van generaal Tiburcio Carías Andino was hij meerdere malen minister. Hij bekleedde de ministersposten van Landbouw, Economische Zaken en Openbare Kredieten. Van 1937 tot 1938 was hij minister van Buitenlandse Zaken. Onder president Juan Manuel Gálvez (1949-1954), de opvolger van Carías, was hij vicepresident, minister van Binnenlandse Zaken, Volksgezondheid en Arbeid.
Een splitsing binnen de PNH leidde er in oktober 1954 toe dat de kandidaat van de oppositionele Liberale Partij van Honduras (Partido Liberal de Honduras), Ramón Villeda Morales, de presidentsverkiezingen won. Geen van de kandidaten behaalde echter de absolute meerderheid waarna, volgens de grondwet van Honduras, het Nationaal Congres een president moest kiezen. Het verdeelde Congres slaagde er niet in om een president te kiezen. Tijdens deze onoverzichtelijke situatie vertrok president Gálvez naar Miami voor een medische behandeling. Lozano, die als waarnemend president optrad, stuurde het Hondurese parlement naar huis (5 december 1954) en trok alle macht naar zich toe. Lozano vormde daarop een coalitieregering bestaande uit de PLH, de PNH en de Nationaal Revolutionaire Beweging (Movimiento Nacional Revolucionario). Lozano stelde nieuwe verkiezing in het vooruitzicht.
Lozano, die de titel van staatshoofd voerde, kon aanvankelijk rekenen op brede steun onder de bevolking. Hij voerde een moderne arbeidswetgeving in en legaliseerde het stakingsrecht. Ook moderniseerde hij het sociale stelsel. Deze maatregelen werden gesteund door de vakbonden. Tegelijkertijd zorgde hij voor belastingvoordelen voor ondernemingen en ondernam hij geen actie tegen de grote buitenlandse ondernemingen, zoals de Amerikaanse United Fruit Company.
Hoewel Lozano beloofde nieuwe verkiezing uit te schrijven, bleek al snel dat hij niet van plan was zich aan deze belofte te houden. Lozano vormde een nieuwe politieke partij, de Nationale Unie Partij (Partido Nacional de Unidad) en het leek er sterk op dat hij aanstuurde op een eenpartijstelsel en corporatieve staat. Dit stuitte op fel verzet van de traditionele partijen PLH en PNH.
Vanaf 1955 waren er geregeld opstanden tegen het regime. De ernstigste revolte vond plaats in augustus 1956. Lozano had zich korte tijd erg impopulair gemaakt onder de bevolking.
In oktober 1956 werden er verkiezingen gehouden voor een Grondwetgevende Vergadering die tot doel had een nieuwe grondwet op te stellen. De traditionele partijen boycotten de partijen waardoor de PUN de meeste zetels won. Toen duidelijk werd dat de Grondwetgevende Vergadering Lozano tot president wilde kiezen pleegden een aantal hoge officieren onder leiding van majoor Roberto Gálvez Barnes (zoon van bovengenoemde president Gálvez) op 21 oktober 1956 een staatsgreep. Lozano vestigde zich na de coup in de Verenigde Staten van Amerika.
Julio Lozano Díaz overleed op 72-jarige leeftijd, op 20 augustus 1957 in Miami, Florida.